# Tekken 7
A Tekken 7 a Bandai Namco Studios által fejlesztett Tekken videójáték-sorozat hetedik része.

## Bejelentés
A játék készültét a sorozat producere, Harada Kacuhiro jelentette be a European Institute of Design rendezvényén 2010. május 27-én, Madridban. A játékosok először 2014. november 12-én, egy gameplay-videó formájában nyerhettek betekintést a készülő Tekken-epizód friss újdonságaiba.

## Történet
Miután Azazel megjelent a legutóbbi tornán (Tekken 6), a legtöbb harcos eleve el sem indult, vagy kiesett. Egyedül a Misima család és King, valamint ellenfele, Armor King bizonyult erősnek a továbbjutáshoz. Mikor a továbbjutók ellátogattak az utolsó helyszínre, a Királyok Völgyébe, döbbenten vették tudomásul, hogy már maga a cím megnyerése a tét. Miután Armor King földre küldte Heihacsit, az idős harcos kivégzését King hajtotta végre, aki ezt követően Armor Kinghez dobta az eszméletlen mestert. Kazuja nem bizonyult méltó ellenfélnek a maszkos harcos ellen, akit két ütéssel a földhöz küldtek. Dzsin azonban hátrébb lépett, s szárnyakat növesztve felrepült az égbe, de a pankrátort ez sem rémítette meg, rögvest utána ugrott, és a földre rángatta a fiút, majd végzett vele. King ott állt az épület nagy kapuja előtt, s tudta, végzetéhez érkezett. Mielőtt belépett volna, egy hang azt súgta fülébe: „Üdv néked, Nagy Bajnok, Istenek kegyeltje!” Nem belső hang volt ez, hanem a nagy szörny, Azazel beszéde. King felkészült a végső harcra, ám Azazel egyezséget ajánlott fel számara, nevezetesen, hogy szolgálja őt, s cserébe megjutalmazza a leghatalmasabb egyiptomi istenek erejével. King vonakodva, hitetlenkedve fogadta az ajánlatot, mert még sosem hallott ezekről az istenségekről, de ekkor megjelent előtte Szeth, aki viszont tudata erejével ördögi lénnyé torzította a pankrátort. Ő lett Devil King, a Tekken új bajnoka, s Szeth kegyeltje. Immár ő az, akit le kell győzni, különben világunknak vége.

## Szereplők
Fórumokon és blogbejegyzéseken a rajongók két korábbi epizódokban megjelenő szereplőt követelnek vissza a fejlesztőktől: Kazama Dzsunt és Kunimicut. Közösségi portálokon csoportokat toborozva és aláírásokat gyűjtve küzdenek a közös céljukért.

## Fated Retributionés konzolos verziók
2016-ban megjelent a játék Fated Retribution című kiegészített változata. Ennek a verziónak az átirata jelenik meg PlayStation 4 és Xbox One konzolokra, illetve Windowsra.